# Alarmstange (Berg)

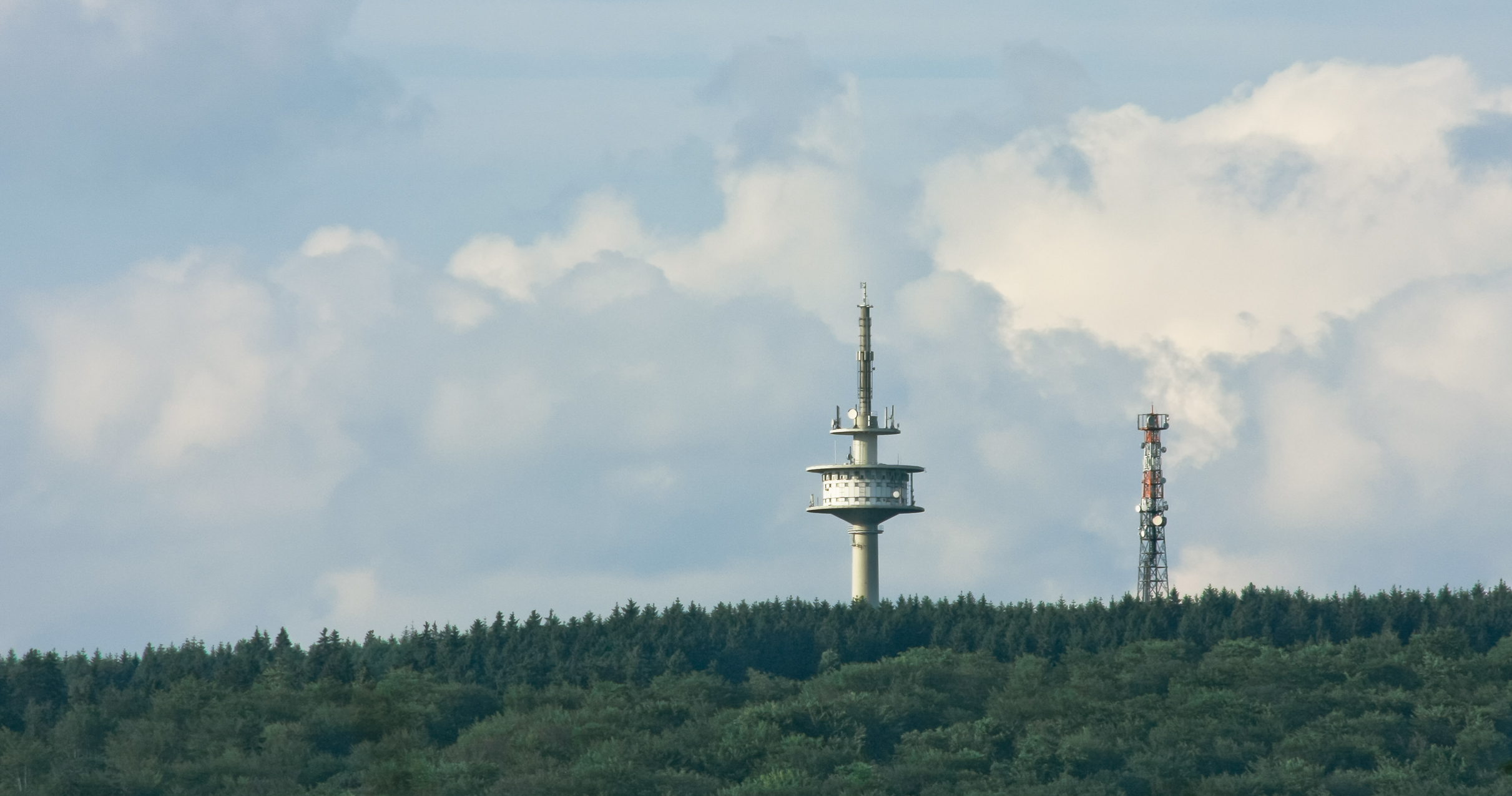
Fernmeldetürme auf der Alarmstange

Die Alarmstange ist mit 545,2 m ü. NHN die höchste Erhebung der Montabaurer Höhe, eines Höhenzugs am Südwestrand des Westerwaldes. Sie liegt nahe Horressen im rheinland-pfälzischen Westerwaldkreis. Zusammen mit dem Köppel und dem Lippersberg bildet die Alarmstange das Zentrum des Höhenzugs, auf dem sich das größte zusammenhängende Waldgebiet im Westerwald ausbreitet.

## Name

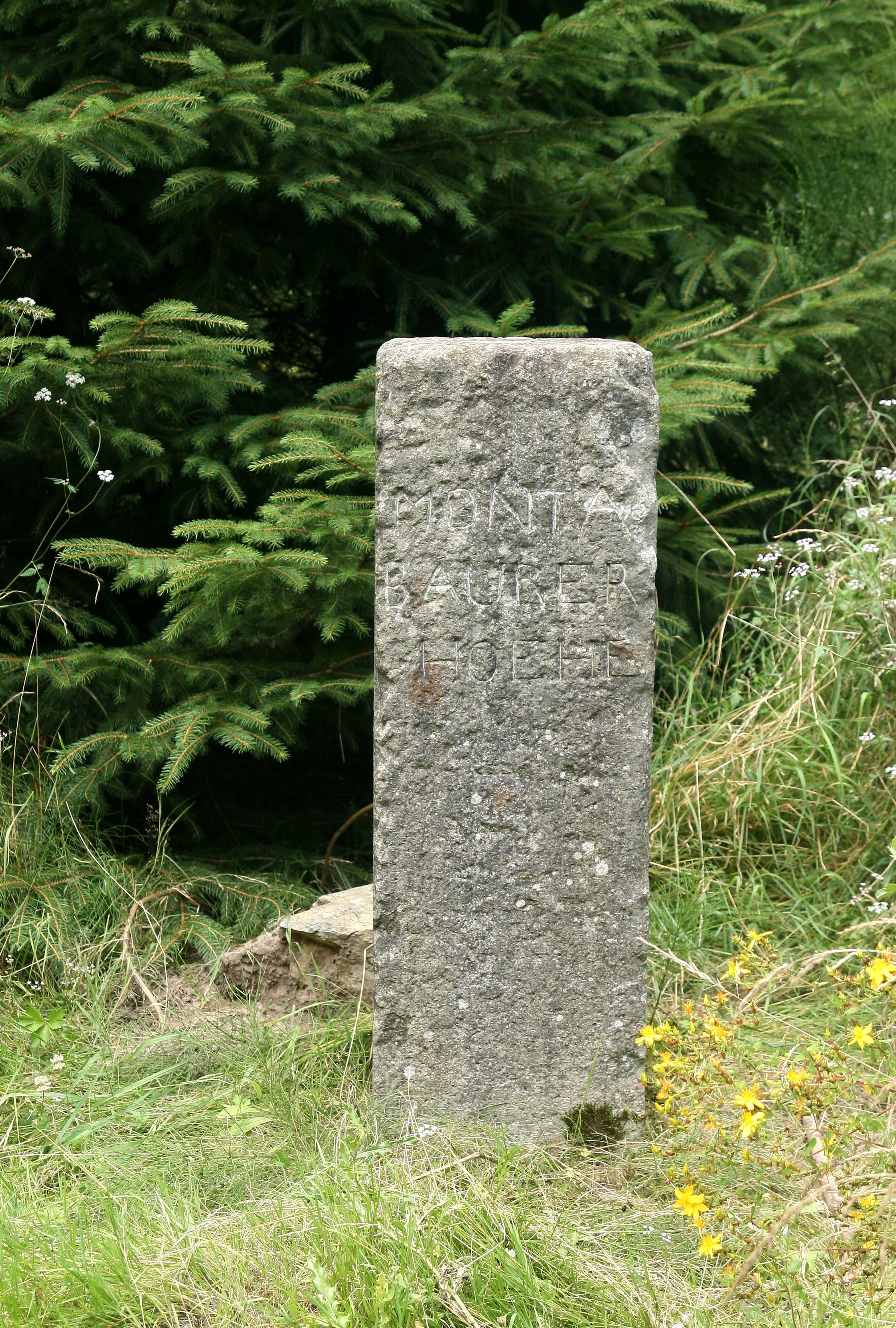
Historischer trigonometrischer Punkt

Die Alarmstange verdankt ihren Namen dem Umstand, dass 1809 französische Soldaten dort eine optische Signalanlage errichteten. 1853 wurde hier ein Pfeiler errichtet, der als trigonometrischer Punkt für die Kartierung des Rheinlands diente, die von Jean Joseph Tranchot begonnen und dann von Friedrich Carl Ferdinand von Müffling fortgesetzt wurde. Ab 1894 wurde er für die Preußische Landesaufnahme genutzt. Der Pfeiler wurde 1969 um fünf Meter versetzt und an seinem ursprünglichen Ort ein Granitpfeiler aufgestellt.

## Geographie

### Lage
Die Alarmstange erhebt sich im Naturpark Nassau. Die Grenze der Stadt Montabaur, deren Kernort 7 km ostnordöstlich des Gipfels liegt, zur Gemeinde Hillscheid, deren Kernort sich 3,5 km südwestlich vom Gipfel befindet, verläuft nordwest- über west- bis südwestlich um die zur Stadt Montabaur gehörenden Gipfelregion herum. Nach Ostnordosten leitet die Landschaft zum 1,5 km entfernten Köppel über.
Auf der Nordflanke entspringen der Vorderste Bach und der Hinterste Bach als Quellbäche des Brexbachs und auf dem Südhang der Biebrichsbach als Quellbach des Stadtbachs. Südlich liegt der Wolfsborn als Quelle des kleinen Wolfsgrabens, der nahe der Alarmstange genauso wie der kleine Alsbach, der im Südwesten entspringt, in den Kalterbach mündet. Auf dem Westhang liegt die Quelle des Feisternachtbachs (Kühlbach).
Auf der Gipfelregion und Südflanke der Alarmstange liegen Teile des Fauna-Flora-Habitat-Gebiets Montabaurer Höhe (FFH-Nr. 5512-301; 28,11 km²).

### Naturräumliche Zuordnung
Die Alarmstange gehört in der naturräumlichen Haupteinheitengruppe Westerwald (Nr. 32) und in der Haupteinheit Niederwesterwald (324) zur Untereinheit Montabaurer Höhe (324.1).

### Berghöhe
Die Alarmstange ist 545,2 m hoch. Etwa 150 m südwestlich des Gipfels ist auf topographischen Karten eine 542,5 m hohe Stelle vermerkt. In Atlanten und Landkarten wird die Berghöhe mit 545 m angegeben.

## Fernmeldetürme und Messstation
Etwa 130 m südwestlich vom Gipfel der Alarmstange steht der 99 m hohe, 1971 erbaute Fernmeldeturm Hillscheid-Alarmstange (⊙) der Deutschen Funkturm mit Amateurfunkrelais. 150 m westlich dieses Turms befindet sich die Luftqualitäts-Messstation Neuhäusel, die Teil des ZIMEN-Netzes des Landesamts für Umwelt ist. Etwa 20 m westlich des Gipfels steht ein weiterer Fernmeldeturm.

## Verkehr und Wandern
Über den Südhang der Montabaurer Höhe und der Alarmstange verläuft zwischen Hillscheid und der Bundesstraße 49 etwa in West-Ost-Richtung die Landesstraße 309 mit der Deutschen Limes-Straße. Sie verläuft dort nahe dem Wolfsgraben auf etwa 420 m Höhe und trifft auf 424,3 m auf die B 49.
Über die Montabaurer Höhe und den dortigen Köppel verläuft östlich der Alarmstange der Europäische Fernwanderweg E1. Auf dem Westhang der Alarmstange steht neben einem Waldweg- und Wanderwegabzweig (499,2 m) die 1967 errichtete Schutzhütte Thielshütte.